# Біллі Джейкобс
Біллі Джейкобс (англ. Billy Jacobs; 31 липня 1910, Лаклід, Айдахо — 29 вересня 2004, Глендейл, Каліфорнія) — американський актор-дитина, знімався у кінокомпаніях Keystone Studios і Sterling Film Company.

## Вибрана фільмографія
- 1913 — Драматична кар'єра Мейбл / Mabel's Dramatic Career — син Мейбл
- 1913 — Королі швидкості / The Speed Kings — хлопчик в натовпі
- 1913 — Бунт / The Riot
- 1914 — Дитячі автомобільні гонки / Kid Auto Races at Venice — хлопець
- 1916 — Клоун / The Clown — Джонатан Ле Рой Фокс
- 1916 — Порив мужності / A Dash of Courage
- 1917 — Припливи з Барнегат / The Tides of Barnegat — Арчі